# Estero de Zicatlán
Estero de Zicatlán är en ort i Mexiko.   Den ligger i kommunen Minatitlán och delstaten Veracruz, i den sydöstra delen av landet, 500 km öster om huvudstaden Mexico City. Estero de Zicatlán ligger 29 meter över havet och antalet invånare är 316.
Terrängen runt Estero de Zicatlán är platt. Runt Estero de Zicatlán är det ganska glesbefolkat, med 29 invånare per kvadratkilometer. Närmaste större samhälle är Cahuapan, 17,4 km sydväst om Estero de Zicatlán. Trakten runt Estero de Zicatlán består till största delen av jordbruksmark.